# 山下美弥子
山下 美弥子（やました みやこ、1962年12月6日 - ）は、日本の元女子バレーボール選手。

## 来歴
新潟県北魚沼郡広神村（現魚沼市）出身。中学1年よりバレーボールを始める。六日町女子高校を経て、1981年に日本リーグの日本電気（当時）に入部。
163cmとレフトとしては非常に小柄だが、豊かなジャンプ力を生かした力強いスパイクで「小さな大エース」と呼ばれた。1986年から1990年までチーム主将を務めた。また日本リーグ通算11シーズンで、通算出場試合数歴代1位をマークしている。第21回日本リーグでは、佐藤伊知子らとともにNEC初優勝の原動力となった。
1988年に全日本入りを果たし、ソウルオリンピックに出場、4位入賞に貢献した。
1992年現役引退後は郷里に戻り、コチキャラなどのバレーボール普及活動を行っている。

## 球歴
- 全日本代表 - 1988年
- 全日本代表としての主な国際大会出場歴
  - オリンピック - 1988年

## 受賞歴
- 1988年 - 第21回 日本リーグ ベスト6、レシーブ賞

## 所属チーム
- 広神中
- 六日町女子高校
- 日本電気（1981-1992年）